# Bitwa pod Drobotami

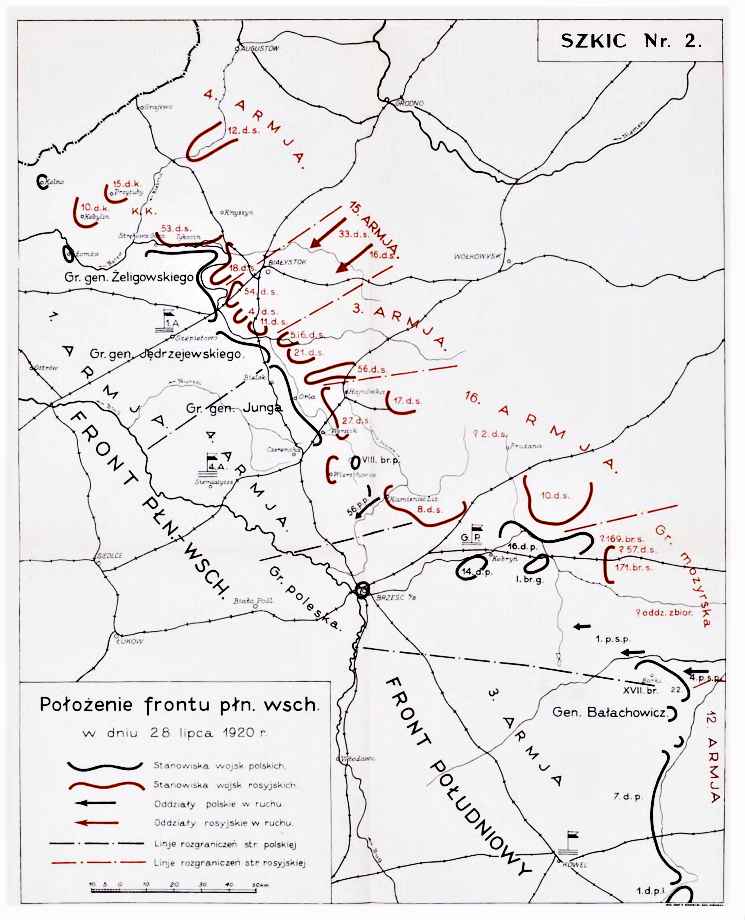
Położenie Frontu Północno-Wschodniego w dniu 28 lipca 1920

Bitwa pod Drobotami – walki polskiego 2 pułku strzelców podhalańskich płk. Gustawa Truskolaskiego z sowieckim 511 pułkiem strzelców w czasie lipcowej ofensywy Frontu Zachodniego Michaiła Tuchaczewskiego podczas wojny polsko-bolszewickiej.

## Położenie ogólne wojsk
W pierwszej dekadzie lipca przełamany został front polski nad Autą, a wojska Frontu Północno-Wschodniego gen. Stanisława Szeptyckiego cofały się pod naporem ofensywy Michaiła Tuchaczewskiego.
Naczelne Dowództwo Wojska Polskiego nakazało powstrzymanie wojsk sowieckiego Frontu Zachodniego na linii dawnych okopów niemieckich z okresu I wojny światowej.
Sytuacja operacyjna, a szczególnie upadek Wilna i obejście pozycji polskich od północy, wymusiła dalszy odwrót wojsk polskich.
1 Armia gen. Gustawa Zygadłowicza cofała się nad Niemen, 4 Armia nad Szczarę, a Grupa Poleska na Kanał Ogińskiego i Pińsk.
Obrona wojsk polskich na linii Niemna i Szczary również nie spełniła oczekiwań. W walce z przeciwnikiem oddziały polskie poniosły duże straty i zbyt wcześnie zaczęły wycofanie na linię Bugu.
W końcu lipca Front Północno-Wschodni znajdował się w odwrocie na linię Bugu i Narwi. Grupa gen. Władysława Junga została zepchnięta za Narew, a grupa gen. Daniela Konarzewskiego stała między Prużaną a Berezą Kartuską. Między obiema grupami, podległymi 4 Armii, wytworzyła się kilkudziesięciokilometrowa luka, w którą wtargnęły sowieckie 2 i 17 Dywizje Strzelców. Po obu stronach linii kolejowej Łuniniec – Brześć cofała się Grupa Poleska gen. Władysława Sikorskiego. Odwrót wojsk gen. Sikorskiego nie był wymuszony działaniami przeciwnika, ale wydarzeniami na północnym odcinku frontu.
Plan polskiego Naczelnego Dowództwa zakładał, że 1. i 4 Armia oraz Grupa Poleska do 5 sierpnia będą bronić linii Narew – Orlanka oraz Leśna – Brześć i w ten sposób umożliwią przygotowanie kontrofensywy z rejonu Brześcia na lewe skrzydło wojsk Frontu Zachodniego Michaiła Tuchaczewskiego. Rozstrzygającą operację na linii Bug, Ostrołęka, Omulew doradzał też gen. Maxime Weygand.
Warunkiem powodzenia było utrzymanie posiadającej wielkie znaczenie strategiczne Twierdzy Brzeskiej oraz pobicie 1 Armii Konnej Siemiona Budionnego, co umożliwiłoby ściągnięcie nad Bug części sił polskich z Galicji.
28 lipca Front Północno-Wschodni był nadal w odwrocie. Prawe skrzydło 4 Armii było zupełnie odsłonięte, a luka we froncie pomiędzy 4 Armią a Grupą Poleską zwiększyła się i sowieckie oddziały wyprzedziły cofające się oddziały polskie. Natomiast prawe skrzydło Grupy Poleskiej pozostawało wysunięte daleko na wschód.

## Walki pod Drobotami
27 lipca I Brygada Górska  zajęła stanowiska po obu stronach linii kolejowej Pińsk – Brześć na wysokości stacji Snitowo.
Wzmocniony 8 baterią 11 pułku artylerii polowej 2 pułk strzelców podhalańskich otrzymał zadanie dokonania wypadu na Droboty.
Pod osłoną ciemności pułk przeszedł linię frontu, o świcie 28 lipca zaatakował stacjonujący w Drobotach 511 pułk strzelców i rozproszył go praktycznie bez walki. Wzięto kilkudziesięciu jeńców i zdobyto 16 ckm-ów. Wypad umożliwił 2 pułkowi strzelców podhalańskich a także 66 pułkowi piechoty oderwanie się od nieprzyjaciela i kontynuowanie odwrotu w kierunku na Brześć.